# Marjan Prevodnik
Marjan Prevodnik, letnik 1955, je akademski slikar. Študiral je na Pedagoški akademiji v Ljubljani in leta 1977 diplomiral na smeri likovna pedagogika in zgodovina. Leta 1986 je diplomiral na Akademiji za likovno umetnost v Ljubljani, smer slikarstvo, pri mentorju Gustavu Gnamušu. Tu je leta 1989 zaključil tudi specialistični študij grafike, mentor Branko Suhy. Živi in dela v Ljubljani. Petindvajset let je delal kot pedagoški svetovalec za likovno umetnost na Zavodu RS za šolstvo. Za pedagoško delo je prejel nagrado Republike Slovenije. Organiziral je mednarodno konferenco Micy.
Nekatere samostojne razstave:
- 2015 Barva in oblika kot vezivo misli in občutij – slike in objekti, Galerija ZDSLU, Ljubljana
- 2005 Marjan Prevodnik, Galerija ZDSLU, Ljubljana
- 1997 Marjan Prevodnik, Galerija Commerce, Ljubljana
- 1986 Marjan Prevodnik, Galerija Labirint, Ljubljana

Nekatere nagrade:
- 2006 Velika odkupna nagrada, slikarski Ex tempore, Piran
- 1987 Groharjeva štipendija, Združenje umetnikov Škofja Loka